# Omalus corrugatus
Omalus corrugatus (лат. ) — вид ос-блестянок рода Omalus из подсемейства Chrysidinae (триба Elampini). Китай (Гуандун, Гуанчжоу, Liuxihe National Forest Park, 23°44’31"N, 113°47’0"E).

## Описание
Мелкие осы-блестянки с коротким и широким телом (2,9 мм). Длина передних крыльев 2 мм. Основная окраска сине-зелёная и чёрная (усики, голова, брюшко и часть дорзума груди чёрные, лицо и скапус голубые). Нотаули отчётливые и полные. Пунктировка груди не глубокая. Жгутик усика посредине не утолщенный. Жвалы трёхзубчатые. Коготки с 3 зубцами. Задний край третьего тергита брюшка с вырезкой. Брюшко блестящее. Гнездовые паразиты одиночных ос и пчёл.